# Velfærdsstaten i Danmark
Velfærdsstaten i Danmark er en konkret udmøntning af den type velfærdsmodel, som fortrinsvis blev udviklet i Europa i det 20. århundrede. Denne type stater varetager en række funktioner, der rækker videre end blot at yde landets borgere sikkerhed. Den særlige danske udmøntning betegnes også, sammen med de tilsvarende velfærdsstater i Skandinavien, som den skandinaviske velfærdsmodel. En overordnet målsætning er lige adgang til en række offentlige tilbud, f.eks. på uddannelsesområdet, samt et retskrav på kompensation for indtægtstab, for eksempel ved arbejdsløshed eller sygdom. Da alle borgere har retskrav på en række offentlige tilbud og ydelser, betegnes den skandinaviske model også som den universelle velfærdsstat.
I debatten om denne model indgår også, at nogle af modellens træk har forskelligt gennemslag i de skandinaviske lande. For Danmarks vedkommende fremhæves bl.a., at landet gennem mere end 100 år har haft en af verdens mest åbne økonomier og udviklet et politisk system, som på grund af valgmetoden tvinger partierne til at etablere et bredt samarbejde i Folketinget.  I Danmark har politiske kompromiser mellem de toneangivende partier i Folketinget – især siden Kanslergadeforliget i 1933 – derfor været velfærdsstatens byggeklodser.
Karakteristisk for den danske variant af den skandinaviske velfærdsmodel er også, at velfærdsydelserne tildeles alle borgere, som opfylder nogle generelle kriterier uden at tage hensyn til personlige forhold i øvrigt. Ifølge Peter Lodberg, professor MSO i teologi ved Aarhus Universitet, er denne måde at tildele ydelser på et vidnesbyrd om en kristen indflydelse på den skandinaviske velfærdsmodel. Han mener, at der i den lutherske tankegang ligger, at man ikke behøver at yde noget for at blive respekteret som et menneske, der har ret til hjælp.
Størstedelen af velfærdsydelserne i Danmark er finansieret af skatter og afgifter. En væsentlig del af de offentlige udgifter udgøres af løn til de ansatte og af overførselsindkomster. En række ydelser er gratis for den enkelte borger, bl.a. inden for uddannelse, kultur og sundhed, såvel primær sundhedstjeneste (lægehjælp) som hospitalsvæsenet. Endvidere ydes offentlige tilskud til visse former for brugerbetaling.
De fleste opgaver løses af institutioner i den offentlige sektor, som er opdelt i staten, regionerne og kommunerne. Ydelsernes omfang og serviceniveau betyder, at der i Danmark er flere offentligt ansatte pr. indbygger end i de fleste andre velfærdsstater. Udgiftsniveauet kombineret med en stor grad af skattefinansiering har medført et skattetryk, som i 2018 forventes at udgøre 44,9 % af BNP. Skatteprovenuet er derfor højere end i de lande, Danmark normalt sammenlignes med, og da hovedparten indhentes gennem indkomstskatter, har eksperter debatteret, hvorvidt velfærdsstaten påvirker arbejdsudbuddet negativt, både som følge af de sociale ydelser, der gives til personer uden beskæftigelse, og som følge af den nødvendige skattefinansiering. Modellens bæredygtighed analyseres derfor ofte med udgangspunkt i dens evne til at opretholde en høj beskæftigelse og samtidig udvikle et fleksibelt arbejdsmarked. Siden 1990'erne har aktiv arbejdsmarkedspolitik derfor været et væsentligt velfærdsregulerende instrument. Denne udvikling betegner nogle forskere som et sporskifte i velfærdsstaten, mens andre opfatter den som et brud med den skandinaviske velfærdsmodels oprindelige karakteristika. 

## Velfærdsbegrebet
Velfærdsbegrebet er mangfoldigt, og en entydig definition er derfor vanskelig at foretage. Der er dog en vis konsensus blandt forskerne om, at velfærd både omfatter materielle og immaterielle værdier. En anden måde at udtrykke dette forhold på er brugen af begrebet velstand om den materielle side af velfærden. I denne forskningstradition stilles der derfor krav om nogle immaterielle goder, som skal være til rådighed for befolkningen, for at velstand udvikler velfærd. Der er endvidere en række normative forudsætninger for velfærd, f.eks. en forestilling om solidaritet mellem forskellige grupper af borgere.
Den danske forsker Gøsta Esping-Andersen er blandt de mest anerkendte eksperter i velfærdsmodeller. Han benytter begrebet model om de idealtypiske træk og regime om den konkrete udmøntning af disse træk.
Velfærdsforskningen har også ladet sig inspirere af John Kenneth Galbraith, bl.a. af dennes tese om, at velfærd kræver et samfund i økonomisk balance, fravær af fattigdom og ret til at indånde frisk luft. I 2013 fastlagde daværende socialminister Karen Hækkerup (S) en officiel fattigdomsgrænse, hvorefter fattigdom fremover skal måles på, om en person tre år i træk har haft en disponibel indkomst under 50 procent af medianindkomsten. I 2015 afskaffede den senere socialminster Karen Ellemann (V) atter denne officielle fattigdomsgrænse.
Galbraiths fokus på miljøpolitik er især efter år 2000 blevet fulgt op af forskere, der påpeger, at de negative følger af økonomisk vækst omfatter en risiko for klimaforandringer. Disse risici følges bl.a. op i rapporter fra FN's klimapanel.

### Velfærdsstatsbegrebet
Asa Briggs er ophav til et af de tidligste forsøg på en samlet definition på begrebet velfærdsstat, der betegnes som "en stat, hvor organiseret magt bevidst bruges (gennem politik og administration) i bestræbelserne på at modificere markedskræfternes spil". Dette betyder, at en velfærdsstat omfordeler goderne i samfundet og udfylder en række funktioner, som i andre samfundstyper varetages af markedet eller af familien.
En del af velfærdslitteraturen forudsætter, at alle rige samfund med en høj grad af velfærd er "velfærdsstater", mens andre forskere betinger sig, at staten gennem den offentlige sektors ydelser griber ind i markedsmekanismen og sikrer en mere ligelig fordeling af goderne, for at den kan defineres som en velfærdsstat.
Der er således faglig uenighed om, hvorvidt alle velfærdssamfund kan betragtes som velfærdsstater; den danske stats karakteristika lever dog op til kriterierne i begge grundtyper blandt forskningsopfattelserne.

## Indikatorer for velfærd
Da velfærd ikke kan måles direkte, forsøger bl.a. OECD at finde frem til nogle relevante indikatorer for velfærd. BNP angives ofte som det overordnede velfærdsmål for et samfund, idet produktionen antages at være grundlaget for et lands rigdom. Ved sammenligninger mellem forskellige lande over tid anvendes BNP pr. indbygger som indikator. Der kan argumenteres for, at BNI er et bedre udgangspunkt, fordi dette begreb udtrykker indkomstsiden af nationalregnskabet. Produktions- og indkomstforhold kan dog langtfra stå alene; andre forhold, som er af betydning for velfærden i et samfund er sundhedsforhold, herunder forventet levetid samt uddannelse, herunder det gennemsnitlige uddannelsesniveau. SFI har vurderet fordelingen af velfærden i Danmark med udgangspunkt i social status.
På grundlag af en sammenvejning af forskellige indikatorer kan der konstrueres forskellige velfærdsindeks, fx det af FN udviklede HDI-indeks. I denne type indeks ligger Danmark blandt de højest placerede lande i verden. Også indkomstfordelingen, målt ved gini-koefficienten nævnes ofte som en betydende indikator for velfærd. Danmark havde i 2001 den mest lige indkomstfordeling i verden, men siden da er uligheden blevet større, og bl.a. Norge, Sverige, Østrig, Finland, Belgien og Tjekkiet havde ifølge EU's opgørelse i 2016 en mere ligelig indkomstfordeling end Danmark. Danmarks Statistik har på baggrund af en spørgeskemaundersøgelse fra 2012 konkluderet, at et stigende antal danskere har økonomiske problemer, og at det især er enlige forsørgere med børn, der har svært ved at få pengene til at slå til. 
Forskere har endvidere arbejdet med at inddrage indikatorer for borgernes oplevelse af tilfredshed eller lykke i velfærdsanalyser.. OECD har i 2008 på baggrund af sammenlignende studier af en række lande kåret danskerne til "verdens lykkeligste folk". Den svenske forfatter Lena Sundström problematiserede i en kritisk debatbog tesen om, at danskerne skulle være verdens lykkeligste mennesker. 
Forskningen har tillige kortlagt de fælles goders betydning for et samfunds velfærd. Der peges bl.a. på værdien af en velfungerende infrastruktur og et serviceniveau af en vis størrelse i den offentlige sektor, ligesom en bæredygtig økonomisk udvikling tæller positivt i velfærdsregnskabet. Danmark nævnes som et af de lande, der har gode forudsætninger for en mere bæredygtig økonomisk vækst; men forskere er ikke enige om, hvorvidt de hidtidige initiativer er tilstrækkelige til at nå dette mål. 

### Udvalgte indikatorer og disses udvikling 2003-2025
Den kvantitative udvikling i BNI og nogle udvalgte indikatorer for de offentlige udgifter viser dels, at stigningen i det offentlige udgiftsniveau de senere år har været stærkere end stigningen i BNI. Det fremgår ligeledes af en indeksering af opgørelser fra Danmarks Statistik, at udgifterne til social beskyttelse, især siden finanskrisens gennemslag i 2008, er steget mere end det gennemsnitlige udgiftsniveau, mens udgifterne til undervisning er steget mindre end gennemsnittet.
| Begreb                                      | 2003    | 2004    | 2005    | 2006    | 2007    | 2008    | 2009    | 2010    | 2011    | 2012    | 2013    | 2014    | 2015    | 2016    | 2017 |
| ------------------------------------------- | ------- | ------- | ------- | ------- | ------- | ------- | ------- | ------- | ------- | ------- | ------- | ------- | ------- | ------- | ---- |
| BNI Bruttonationalindkomst i løbende priser | 1400689 | 1466180 | 1545257 | 1631659 | 1747575 | 1821560 | 1739327 | 1761116 | 1791518 | 1820247 | 1990777 | 2053229 | 2090395 | 2118148 |      |
| Index år 2003=100                           | 100     | 104     | 110     | 116     | 121     | 125     | 119     | 126     | 128     | 130     | 142     | 147     | 149     | 151     |      |
| Offentlige udgifter i alt                   | 774504  | 803427  | 820199  | 836225  | 860574  | 901543  | 969911  | 1012750 | 1031523 | 1079617 | 1077153 | 1093954 | 1110402 | 1107267 |      |
| Index år 2003=100                           | 100     | 104     | 107     | 108     | 111     | 116     | 125     | 131     | 133     | 139     | 138     | 141     | 143     | 142     |      |
| Heraf undervisning                          | 115399  | 120223  | 123365  | 124471  | 127971  | 133697  | 130599  | 142561  | 138600  | 142676  | 144275  |         |         |         |      |
| Index år 2003=100                           | 100     | 104     | 107     | 108     | 111     | 116     | 113     | 123     | 120     | 124     | 125     |         |         |         |      |
| Heraf social beskyttelse                    | 325046  | 337184  | 346345  | 346868  | 357635  | 373816  | 419953  | 447582  | 449979  | 459520  | 474663  |         |         |         |      |
| Index år 2003=100                           | 100     | 104     | 107     | 107     | 110     | 115     | 129     | 138     | 138     | 141     | 146     |         |         |         |      |

## De offentlige finanser
Udviklingen i den danske velfærdsstat kan kvantitativt beskrives ved hjælp af data om den offentlige sektors indtægter og udgifter; en belysning af den offentlige sektors relative betydning vil typisk tage udgangspunkt i dens indtægter og udgifter i procent af BNP. Indtægterne belyser, hvorledes velfærdsstaten finansieres, mens udgifterne belyser, hvorledes de offentlige goder fordeles på anvendelsesområder.
Ifølge keynesiansk økonomisk teori bør staten i perioder med tendens til stigende ledighed pumpe penge ud i den private sektor ved at føre ekpansiv finanspolitik. Omvendt bør regeringen begrænse befolkningens forbrugsmuligheder, når ledigheden er lav og inflationen er stigende (dvs. føre kontraktiv finanspolitik). Denne teori, som understøttes af Phillipskurven, har været et afgørende argument for den offentlige sektors udvikling i Danmark. Monetaristisk teori indvender mod dette argument, at en overdreven brug af finanspolitikkens virkemidler kun virker på kort sigt, mens den på længere sigt skaber inflation. På trods af uenighed om, hvor aktiv staten bør være i styringen af den økonomiske aktivitet, er der på tværs af de økonomisk-politiske teorier en vis enighed om, at en stat med en offentlig sektor af den danske velfærdsstats omfang er nødt til at føre en aktiv økonomisk politik.

### Finansiering
Velfærdsstaten i Danmark finansieres hovedsagelig af skatter og afgifter. Indkomstskatterne fordeles mellem staten og kommunerne, mens regionerne i modsætning til deres forgængere, amtskommunerne, ikke har bemyndigelse til at udskrive skat. Afgifterne tilfalder staten. Momsen er den mest indbringende, men også giftskatter og miljøafgifter bidrager til statskassen.
Bloktilskud og andre udlignende ordninger komplicerer billedet af, hvorledes de offentlige indtægter fordeles mellem delsektorerne. En introduktion til emnet er udarbejdet af Danmarks Statistik, ligesom Skatteministeriet har offentliggjort en oversigt over fordelingsnøglen.
Skattetrykket i Danmark skønnes af Skatteministeriet at udgøre 44,9 % af BNP i 2018. Danmark har traditionelt et af verdens allerhøjeste skattetryk. Flere analyser har imidlertid påpeget, at tallene fra OECD’s medlemslande ikke er sammenlignelige, fordi opgørelsesmetoderne er forskellige. I nogle lande er de overførselsindkomster, som er skattepligtige i Danmark, helt eller delvis skattefri. En analyse foretaget af OECD viser, at den gennemsnitlige skat på arbejdsindkomst er lavere i Danmark end gennemsnittet i EU, når skatten beregnes som forskellen på arbejdsgiverens lønomkostning og arbejderens løn. Især i Tyskland og Sverige, som Danmark ofte sammenlignes med, er arbejdsgivernes obligatoriske sociale udgifter, som ikke findes i Danmark, relativt høje. Sverige har både højere marginalskat og gennemsnitlig skat på arbejdsindkomst end Danmark. Professorerne Torben M. Andersen og Svend Erik Hougaard Jensen har erklæret sig enige i OECD’s konklusioner, men tilføjede begge, at afgifterne samlet set er højere i Danmark, hvilket forklarer det høje samlede nominelle skattetryk.

### Forbrug
De offentlige udgifter anvendes bl.a. til driften af de offentlige institutioner, herunder lønninger til de ansatte og til forskellige overførselsindkomster og servicetilbud til borgerne.
Pensioner og kontanthjælp er universelle ydelser, mens dagpenge til ledige er betinget af medlemskab af en A-kasse.
En række sociale ydelser er gratis for den enkelte borger, bl.a. indenfor uddannelse, kultur og sundhed, såvel primær sundhedstjeneste (lægehjælp) som hospitalsvæsenet. Endvidere ydes offentlige tilskud til brugerbetalingen ved børnepasning i daginstitutioner, til tandpleje og medicinforbrug. Nogle af disse ydelser er afhængige af modtagerens indkomst. Udviklingen i udgifterne til de forskellige formål registreres løbende af Danmarks Statistik, som opdeler modtagerne i "børn og unge", "voksne" og "ældre".  

## Institutionerne
Institutionerne under den offentlige sektor er forskellige, både set ud fra formål og ud fra funktion. Sundhedsområdets institutioner, især sygehusene, har relativt veldefinerede opgaver og ydelser, men en varierende brugerkreds, der visiteres kortvarigt, mens skoler og andre uddannelsesinstitutioner har en veldefineret brugerkreds, men relativt vagt definerede opgaver. I førstnævnte tilfælde kan det være vanskeligt at etablere velfungerende brugerråd eller -bestyrelser, i sidstnævnte kan brugerindflydelsen formelt sikres gennem skolebestyrelse og elevråd. Kvaliteten i institutionernes tilbud til borgerne har man tidligere søgt at sikre gennem centrale kontrolforanstaltninger; efter kvalitetsreformen er det i stigende grad gennem undersøgelser af borgernes tilfredshed med tilbuddene, at institutionerne evalueres.
Selvom institutionerne "tilhører" de forskellige delsektorer, er der løbende udviklet forskellige analyserende og koordinerende organer, der skal holde styr på udgifter og strukturudvikling. Fra 1979 betegnes dette officielt økonomistyring, og denne er i stigende grad koordineret af Finansministeriet i samarbejde med de øvrige økonomiske ministerier. Der er med denne udviklingstendens både skabt nye bevillingssystemer og en ny sektordeling ved siden af den formelle, dvs. at der på tværs af niveaudelingen i stat, region og kommune er opstået sektoropdeling på ressortområder. Sideløbende med den strammere styring af økonomien er der sket en decentralisering af de administrative procedurer, hvor styring ved hjælp af regler er under afvikling, mens styring gennem incitamenter er i vækst. Ansvaret for opgaveløsningen er derfor løsere formuleret end tidligere, således at der er opstået et relativt stort råderum for de lokale ledelser, når blot budgetterne overholdes.

### Ejerskab
Tidligere har de offentlige institutioner som hovedregel været statsejede, men i forbindelse med privatiseringen og liberaliseringen af den offentlige sektor er de fleste statslige institutioner nu selvejende med en valgt eller udpeget bestyrelse. Overdragelse af offentligt ejerskab til private aktører skal vedtages ved lov. Sådanne overdragelser har blandt andet fundet sted, da Post & Telegrafvæsenet i 1995 blev omdannet til et aktieselskab, ligesom DSB i 1999 blev omdannet til en selvstændig, offentlig virksomhed, der på en række områder er underlagt selskabslovens bestemmelser og aflægger regnskab efter årsregnskabsloven. Professionshøjskolerne blev i 2007 etableret som selvejende institutioner; mange af deres uddannelsessteder har imidlertid tidligere været statsejede, f.eks. statsseminarierne. I 2014 skabte statens salg af aktier i DONG en heftig offentlig debat, ligesom det gav anledning til demonstrationer i København og Aarhus.

### De offentligt ansatte
Der var ved udgangen af september 2017 712.000 ansat indenfor den offentlige forvaltning og service. Af disse var 229.000 beskæftiget i den sociale sektor, 184.500 beskæftiget ved sundhedsvæsenet og 138.500 med undervisning. Ultimo 2016 var der 747.000 offentligt forsørgede på overførselsindkomster i alderen 16-64 år (eksklusive uddannelsessøgende).
De offentligt ansattes lønudvikling steg i perioden 2003 -2014 med ca. 32 %, dvs. en lidt højere årlig vækst end i BNI.
En del af de offentligt ansatte, især i undervisningssektoren, har ud over aftaler om lønforhold også haft centrale bestemmelser om arbejdstidsregler. I Regeringen Helle Thorning-Schmidts vækstplan, som den 24. april 2013 blev vedtaget af et flertal i Folketinget, blev de offentlig ansattes produktivitet nævnt som et væsentligt indsatsområde.
"Det er vigtigt, at arbejdstidsregler, ansættelsesformer og lønsystemer understøtter en fleksibel anvendelse af ressourcerne og en løbende forbedring af produktiviteten."
KL's og Finansministeriets opsigelser af generelle arbejdstidsregler på undervisningsområdet i foråret 2013  og regionernes krav om en overordnet styring af de praktiserende lægers fordeling af arbejdet er eksempler på implementeringen af regeringens nye målsætning for de offentlige ansatte.
I 2015 indgik 51 organisationer, der repræsenterer mere en halv million ansatte i kommuner og regioner en fælles forhandlingsaftale med hensigten at styrke de ansattes krav ved overenskomstforhandlingerne. Initiativet, som blandt andet har som formål at forbedre de offentligt ansattes løn - og arbejdsvilkår, betød, at et sammenbrud i overenskomstforhandlingerne i februar 2018 muligvis ville medføre en storkonflikt på det offentlige arbejdsmarked i 2018. Denne trussel blev dog afværget ved et forlig.

## Befolkningens opbakning bag den danske velfærdsstat
Flere forskningsprojekter har peget på, at legitimiteten bag den danske velfærdsstat afhænger af, om borgerne accepterer det forholdsvis høje skattetryk, som er forudsætning for finansieringen af ydelserne. En række meningsmålinger, bl.a. foretaget af Gallup og Ugebrevet Mandag Morgen har påvist, at der er en stor opbakning blandt vælgerne om den danske velfærdsstat i dette perspektiv, men samtidig understreges det, at denne opbakning er afhængig af konkrete politiske initiativer. Især er det bemærkelsesværdigt, at der i hele perioden 1991-2007 har været en overvejende positiv holdning til skattetrykket, men også, at opbakningen varierer med befolkningens tilfredshed med kvaliteten i sundheds- og uddannelsesydelserne. Et andet aspekt i legitimitetsdebatten har været forskellige sager om misbrug af eller svindel med offentlige midler. Det har blandt andet omfattet momssvindel  og bedrageri mod Socialstyrelsen. Forskere har peget på, at viljen til at betale skat falder, hvis tilliden til systemerne falder.

## Historie

### Baggrund
Den tyske rigskansler Otto von Bismarck skabte – angiveligt for at undgå social uro og demokratisering af samfundet – den tyske velfærdsmodel gennem tvangsindgreb mod arbejdsmarkedet. Hovedsigtet var gennem forsikringsordningerne at fastholde borgernes tilknytning til arbejdsmarkedet. I modsætning hertil var den første danske lov om alderdomsforsørgelse fra 1891 baseret på skattefinansiering uden tvangsbidrag. Alle værdigt trængende ældre kunne få en ydelse fra det offentlige. Blandt forskere, der har fokuseret på socialpolitik, anses denne lov og de efterfølgende love, bl.a. om sygesikring fra 1890’erne, for at være fastlæggelsen af "de egenskaber, der gradvis skulle udkrystalliseres i den danske velfærdsmodel."
Venstre havde flertal i Folketinget og fik gennemført en pensionsreform, hvor administrationen af alderdomsforsørgelsen blev udlagt til kommunerne. Også loven om ulykkesforsikring fra 1898 grundlagde et princip, som senere skulle vise sig at være retningsgivende for arbejdsmarkedet: princippet om, at arbejdsgiveren har det økonomiske ansvar og erstatningspligt for ulykker på arbejdspladsen.
Et andet udgangspunkt for velfærdsstatens etablering var Septemberforliget, en aftale der blev indgået i september 1899 mellem DsF (nu LO) og arbejdsgiverne i Dansk Arbejdsgiverforening (DA). Denne aftale slog fast, at arbejdsgiverne havde ret til at lede og fordele arbejdet, mens fagforeningerne var de eneste, der kunne indgå aftaler om løn- og arbejdsforhold. Den relativt store stabilitet på arbejdsmarkedet, som forliget indstiftede, blev videreført i de efterfølgende hovedaftaler, og opfattes som en forudsætning for trepartsaftalerne, som er en hjørnesten i den danske model.
Systemskiftet i 1901 blev udgangspunkt for en periode med reformer, der peger frem mod velfærdsstaten. I 1903 udtrykte det sig i reformen af folkeskolen, hvor der etableredes udelt undervisning for de yngste elever, og en ændring af gymnasiernes struktur. Med vedtagelsen i Rigsdagen af dagpengeloven 1907 opnåede arbejdsløshedskasserne mulighed for statslig godkendelse og et offentligt tilskud til dagpengene. Hermed var en ny sten lagt til det, der senere blev betegnet den danske model.
Grundlovsændringen i 1915, hvor kvinder og tyende fik stemmeret, var medvirkende til at skabe de politiske forudsætninger for udbygningen af velfærdsstaten, hvor kommunerne fik en central rolle:
"Kombinationen af statslig finansiering og kommunal løsning af opgaverne er ligeledes en hjørnesten i den danske indretning af velfærdssystemet. Dette kan skyldes, at købstadskommunerne i perioden 1900-1920, hvor Socialdemokratiet endnu ikke havde fået sit landspolitiske gennembrud", gik i spidsen for udviklingen af velfærden.
Et eksempel herpå er København, hvor Socialdemokratiet havde absolut flertal i borgerrepræsentationen efter valget i 1917 og arbejdede for, at den fælles, gratis folkeskole skulle være model for en fremtidig kommunal folkeskole, Også sundhedsvæsenet blev udbygget i kommunalt regi, hvor nye sygehuse blev opført i f.eks. Horsens, Esbjerg og Nakskov.
I den første fase af den danske velfærdsstats udvikling koncentreredes den offentlige indsats fortrinsvis om at afhjælpe akut nød hos de svageste grupper i samfundet, mens udvidelsen af velfærdsydelsernes tryghedsskabelse til bredere grupper af befolkningen først kom i en senere fase.

### Udvikling
I Danmark fremsatte den radikale regering, baseret på socialdemokratiets støtte, i 1920 et lovforslag om offentlig aldersrente, som imidlertid faldt bort, da Christian 10. afskedigede regeringen i forbindelse med påskekrisen. Et mindre vidtgående forslag blev vedtaget af Folketinget i 1921.

#### Socialreformen 1933
Socialdemokratiet kunne for første gang i partiets historie danne regering i 1924, og overdrog ansvaret for socialpolitikken til et nyoprettet socialministerium. Dette blev dog nedlagt, da Venstre genvendt regeringsmagten i 1926, og først i 1933 blev principperne fra 1920-forslaget gennemført i forbindelse med K.K. Steinckes socialreform, som var et led i Kanslergadeforliget.
Denne socialreform anses af mange for et afgørende skridt i udviklingen af den danske velfærdsmodel. Trods den verdensomspændende økonomiske krise lykkedes det gennem Kanslergadeforliget at skabe konsensus om et reformprogram med statslige indgreb, der i vid udstrækning byggede på retssikkerhed for borgerne.
Socialreformen indeholdt forbedringer for medlemmer af sygekasser og arbejdsløshedskasser og for modtagere af invaliderente (nu: invalidepension) og aldersrente (nu: folkepension). Et væsentligt element i reformen var, at de arbejdsløse nu kunne få dagpenge uden at miste stemmeretten. Disse initiativer er blandt andet blevet vurderet som følger, citat:
 "Velfærdsstaten var ved slutningen af 1930erne nået et langt stykke frem ad vejen mod sine mål økonomisk, socialt og politisk. Der voksede efterhånden frem i mange kredse en national stolthed over, hvad der var nået, og en tillid til, at samfundet derigennem havde vundet i indre styrke"

Jørgen Dich, der var ansat som statskonsulent i Indenrigsministeriet, udkastede i 1935 ideen til Befolkningskommissionen, der efter svensk forbillede skulle udarbejde en samlet strategi for en løsning af sociale problemer. Bl.a. på grund af udbruddet af 2. verdenskrig var de konkrete initiativer begrænsede, men kommissionens betænkninger vurderes af nogle forskere som grundlaget for efterkrigstidens strategier for opbygningen af velfærdsstaten.

#### Fremtidens Danmark
I 1945 gik Socialdemokratiet til valg på et nyskrevet program: Fremtidens Danmark. Velfærdsforskere har traditionelt fremhævet, at programmets økonomisk-politiske krav om statslig kontrol med økonomien, som Jens Otto Krag var ansvarlig for, er stærkt inspireret af John Maynard Keynes. Selv om nogle forskere har stillet sig tvivlende overfor denne tese, er det almindeligt accepteret, at keynesianismen har været et væsentligt element i den socialdemokratiske vision om velfærdsstaten.
Programmets socialpolitiske visioner med bl.a. krav om indkomstudjævning og en række særlige foranstaltninger, der skulle skabe bedre kår for de dårligst stillede, kunne dog ikke umiddelbart realiseres, da Socialdemokratiet mistede regeringsmagten i 1947. Programmet blev i stedet retningsanvisende for den socialdemokratiske økonomiske politik efter 1953, hvor partiet genvandt regeringsmagten.

#### Vækstperioden 1950-1976
På baggrund af bl.a. Marshallhjælpen var væksten i den danske økonomi høj i 1950'erne. Væksten medførte en bekymring for mangel på arbejdskraft, som i løbet af 1960’erne søgtes afhjulpet gennem en udbygning af de videregående uddannelser. For at sikre, at alle unge, der havde evnerne, fortsatte i uddannelsessystemet, udbyggede man gymnasierne og indførte uddannelsesstøtten. Arbejdsmarkedspolitikken blev især rettet mod udbygningen af den offentlige sektor, og for at sikre flere kvinder på arbejdsmarkedet oprettedes offentlige daginstitutioner. Sideløbende hermed blev folkepensionen indført i 1957; denne reform betød, at alle danske borgere var sikret et månedligt grundbeløb ved pensionering. I 2018 udgjorde dette grundbeløb ca. 6.237 kr. pr. måned. For pensionister uden anden indkomst udbetales tillige pensionstillæg og ældrecheck.
Reformen af folkeskolen i 1958, hvor der indførtes 7 års udelt skole, der hurtigt udvidedes med et 8. og 9. skoleår, var starten på en række reformer af uddannelsessystemet, der sigtede mod at skabe større lighed i adgangen til uddannelsessystemet. "Lighed gennem uddannelse" var i denne periode et af de væsentligste temaer i bestræbelserne på at udbrede velfærden ved at bryde med "den sociale arv".
Ved lov af 10. juni 1960 om den offentlige sygeforsikring blev kvinder, der som lønarbejdere var tilsluttet en obligatorisk dagpengeforsikring, berettiget til dagpenge under barselsorlov i op til 14 uger. Varigheden af dagpengeperioden ved barsel er løbende blevet forlænget og udgør i 2018 i alt 52 uger, hvoraf de 32 uger nu betegnes forældreorlov. Faderen har ret til to ugers orlov efter fødselen, mens forældreorloven kan deles mellem forældrene. I 1961 ophævedes en regel, der påbød daginstitutioner at reservere mindst 2/3 af deres pladser til børn af "ubemidlede".
Visionerne bag disse initiativer havde Socialdemokratiets formand og senere statsminister Viggo Kampmann formuleret i løbet af valgkampen i 1960:
"Nu går det opad. Den automatiske indkomststigning betyder, at skatterne vælter ind. Vi vil vide at gribe denne historiske chance. Disse penge skal ikke betales tilbage som skettelettelser men bruges til at skaffe befolkningen de goder, som flertallet ønsker. Vi vil bygge universiteter og læreanstalter. Vi vil bygge sociale institutioner. Vi vil støtte kunst og kultur. Vi vil højne standarden på alle områder."
I løbet af 1960’erne udbyggedes især i kommunalt regi en række offentlige institutioner, f.eks. plejehjem, skoler og daginstitutioner. Herved blev det muligt for langt flere kvinder end tidligere at søge job på arbejdsmarkedet, samtidig med, at antallet af stillinger i den offentlige sektor steg eksplosivt. Denne udvikling kunne de små sognekommuner ikke følge med i; ved kommunalreformen i 1970 blev antallet af kommuner derfor reduceret fra over 1200 til 277. Efter kommunalreformen, som også samlede de regionale opgaver i 14 amtskommuner, stod kommunerne for knap 2/3 af de offentlige opgaver. Omkring 1970 var de fleste ydelser, som tidligere sigtede mod at sikre de svageste grupper i samfundet, blevet generelle, samtidig med, at forsikringselementerne var blevet stærkt reducerede. Dermed var det universelle princip blevet bærende for den danske model. På længere sigt skabte den heraf følgende frakobling af ydelserne fra egenbetalingen ifølge nogle forskere en tendens til løbende forøgelse af de offentlige udgifter, som imidlertid først blev erkendt af beslutningstagerne på et senere tidspunkt. Andre forskere har påpeget, at den danske befolknings overvejende positive holdning til skattetrykket har modvirket den asymmetri, som udgiftsniveauet skabte.

#### Bistandsloven i 1976
Bistandsloven trådte i kraft i 1976 og udgjorde grundstammen i 1970'ernes socialreform. Den samlede en række love om offentlig forsorg, børne- og ungdomsforsorg, mødrehjælp, revalidering, omsorg for pensionister, husmoderafløsning og hjemmehjælp. Samlingen skabte et enstrenget socialsystem, hvor borgere kun skulle henvende sig et sted, nemlig hos kommunen. Loven gjorde samtidig, at hjælpen blev udmålt efter samme regler, uanset om årsagen var sygdom, arbejdsløshed, skilsmisse eller noget helt fjerde. Bistandsloven blev planlagt under højkonjunkturen, men indført efter den økonomiske krise i 1973, som normalt kaldes oliekrisen. Som en reaktion på den stigende arbejdsløshed blev efterlønnen vedtaget i 1979 af SV-regeringen under statsminister Anker Jørgensen med den begrundelse, at de ældres tilbagetrækning herved kunne give plads til unge arbejdsløse på arbejdsmarkedet. Ordningen udviklede sig hurtigt til en generel pensionsordning. Ved indgangen til 1980'erne var kompensationen for indkomstnedgang eller velfærdstab samlet set baseret på at skabe generel tryghed for de borgere, der ikke selv kunne klare forsørgelsen.

#### Initiativer til omstilling
Økonomisk ansvarlighed var fra 1982 hovedoverskriften for den økonomiske politik. Et vigtigt led i denne styring var Finansministeriets budgetredegørelser. Med henblik på kontrol med de kommunale udgifter indgik Finansministeriet og Kommunernes Landsforening aftaler om styringen af kommunernes økonomi. Det overordnede formål med den økonomiske styring var primært at sikre Danmark et teknologisk forspring overfor konkurrenterne på det internationale arbejdsmarked.
I løbet af 1980’erne blev der indført forskellige regelstramninger på de offentlige ydelser; bl.a. blev der lagt loft over kontanthjælpen, ligesom dagpengene ikke blev reguleret i takt med inflationen.
De danske velfærdsydelser var indtil begyndelsen af 1990’erne baseret på retten til forsørgelse. I løbet af 1990’erne udvikledes aktiveringsprincippet, hvor der blev stillet krav om modydelse fra personer, der modtager offentlig økonomisk hjælp. Dette er blevet betegnet som et sporskifte i den danske velfærdsmodel, som trækker den i retning af den kontinentale velfærdsmodel.
I slutningen af 1980'erne iværksatte regeringen, med undervisningsminister Bertel Haarder i spidsen, en række reformer, der tilsigtede mindre bureaukrati i og privatiseringer af den offentlige sektor, bl.a med et nyt styringsinstrument, taxameterstyringen.
ATP-ordningen blev universel i 1990’erne, og i 1998 indførtes den særlige pensionsopsparing, SP-ordningen. SP-ordningen blev afviklet igen i perioden 2004 til 2007, hvor de opsparede midler blev udbetalt til de lønmodtagere, der var omfattet af den. Samtidig udvikledes en tendens til en udbygning af de overenskomstforhandlede pensionsopsparingsordninger samt en stigning i de private skattebegunstigede.
Grundprincippet for tildeling af sociale ydelser blev fastlagt ved indgangen til 1980'erne. Oprindelig var målsætningen, at kompensationen for indkomstnedgang eller velfærdstab skulle være tilstrækkelig til at skabe generel tryghed for borgere, der ikke selv kunne klare forsørgelsen. Denne målsætning blev ændret i slutningen af 1990'erne og det første tiår af 2000-tallet, hvor aktivering blev det bærende princip. Kompensationen for indtægtstab ved overgang til dagpenge og efterløn faldt fra 77% af en LO-arbejders gennemsnitsløn i 1982 til 52% i 2007. Borgere, der ønsker at sikre sig en bedre kompensation, hvis de rammes af en social begivenhed, er derfor nødt til at sikre sig gennem private tillægsforsikringer eller gennem kollektive ordninger. I samme periode blev der indført særligt lave ydelser for personer, der anses for uegnede eller uvillige til at blive integreret i arbejdsmarkedet, f.eks. starthjælp, 450-timersreglen og kontanthjælpsloftet. Disse særordninger på kontanthjælpsområdet blev ophævet i forbindelse med regeringen Helle Thorning-Schmidts finanslovsaftale for 2012.

##### Strukturreformen
Strukturreformen, der nedlagde amtskommunerne og sammenlagde en række mindre kommuner til større enheder, var besluttet i Folketinget forud for kommunalvalget i 2005. Reformen sigtede bl.a. mod større effektivitet og mere lokal indflydelse, men kritiske analyser af reformen har påpeget, at reformen har medført øget statslig kontrol med kommunerne og ligeledes et større bureaukrati. De nye jobcentre, som blev etableret ved at sammenlægge arbejdsformidlingen og dele af de kommunale socialforvaltninger, har medført en stigning i antallet af ansatte, bl.a. på grund af den øgede ledighed under finanskrisen. Der var 5 år efter reformens gennemførelse endnu ikke påvist nogen tydelig stordriftsfordel som følge af reformen.

##### Ændringer i velfærdsydelserne
Den 7. december 2005 offentliggjorde Velfærdskommissionen sin slutrapport, Fremtidens velfærd – vores valg. I rapporten foreslog kommissionen en række reformer, som skal fremtidssikre det danske velfærdssamfund, bl.a. udfasning af efterlønnen, udskydelse af folkepensionsalderen, øget indsats for at få unge arbejdsløse i arbejde og forkortelse af dagpengeperioden.
Ved offentliggørelsen af rapporten blev den mødt med kritik fra flertallet af Folketingets partier. Daværende statsminister Anders Fogh Rasmussen afviste 41 af de 43 forslag på et pressemøde få timer efter offentliggørelsen, men nævnte forslagene om integration og en justering af tilbagetrækningsalderen fra arbejdsmarkedet som mulige udgangspunkter for en kommende velfærdsreform. I rapporten var der også et bud på en skattereform, bl.a. med et forslag om at afskaffe mellemskatten.
Pia Kjærsgaard udtalte, at små ændringer måske ville komme på tale; men ellers kunne man for hendes skyld godt smide rapporten i skraldespanden.  Marianne Jelved var den eneste, der generelt udtrykte sig positivt om rapporten, mens Socialdemokraterne var enige i flere af kommissionens forslag, men samtidig fremhævede, at efterlønnen skulle bevares. Enhedslisten mente, at rapporten var præget af neoliberale anbefalinger og anbefalede i stedet investeringer i den offentlige sektor, som kunne bidrage til udviklingen af velfærdssamfundet. De konservative roste kommissionens arbejde, men forventede ikke at det ville få realpolitisk effekt. Velfærdsforliget i 2006 gennemførte dog i modificeret form et af de vigtigste elementer i Velfærdskommissionens forslag: En indeksering af efterløns- og pensionsalderen i takt med den forventede stigende levetid i befolkningen.
Efter Lars Løkke Rasmussens tiltræden som statsminister i 2009 blev flere andre af velfærdskommissionens forslag inddraget i genopretningsplanen og tilbagetrækningsreformen, og en afkortning af dagpengeperioden fra 4 år til 2 år blev vedtaget af Folketinget. Regeringen ønskede også en afvikling af efterlønnen, men efter forlig med Dansk Folkeparti blev den bevaret i en stærkt reduceret udgave. S-SF-R regeringen, der tiltrådte 3. oktober 2011, gennemførte tilbagetrækningsreformen, fordi der efter valget stadig var et flertal bag den i Folketinget.
Den 31. august 2012 blev der indgået forlig om den såkaldte akutpakke, der skulle hjælpe udfaldstruede dagpengemodtagere, som ville blive ramt af de nye regler. Akutpakken udgjorde en offentlig udgift på i alt 382 millioner kroner, som skulle bruges til jobrotation, efteruddannelse og personlig rådgivning.
En prognose fra januar 2013, der forudsagde, at antallet af ledige, der mister dagpengeretten ville være væsentligt højere end først antaget, holdt stik, idet statistikken viste, at ca. 13.000 dagpengemodtagere blev ramt af de nye regler i perioden 1. januar- 31. marts 2013. I april fik regeringen tilslutning fra den borgerlige opposition til en vækstpakke, som giver skattelettelser til erhvervslivet og samtidig indebærer besparelser på bl.a. kontanthjælp og SU. Regeringens parlamentariske grundlag, Enhedslisten, som stod uden for forliget om vækstpakken, har betegnet kontanthjælpsreformen som en "fattigdomsydelse", der kan medvirke til at afvikle velfærdsstaten. I SF udløste ændringerne af velfærdsydelserne og regeringens forslag om salg af aktier i DONG en intern debat, som medførte, at SF trådte ud af regeringen. En analyse fra Arbejderbevægelsens Erhvervsråd, som blev offentliggjort i april 2017 konkluderede, at antallet af fattige familier blev fordoblet fra 2002 til 2015, hvor 45.000 personer blev betegnet som fattige. En opfølgende analyse fra januar 2018 viste, at især børnefamilier på kontanthjælp rammes af fattigdom, hvilket i analysen tilskrives kontanthjælpsloftet. 

##### Markedsstyring af offentlige tilbud og ydelser
Forsøgene på omstilling af den offentlige sektor har på forskellige velfærdsområder ført til en vis konkurrence mellem offentlige og private løsninger. I den traditionelle forståelse af den offentlige sektor er finansiering, beslutningskompetence og implementering fuldt ud offentligt udført. Der er således tale om et offentligt monopol. I omstillingsprocessen er en række områder i et eller andet omfang afhængige af udbud og efterspørgsel.
| Parameter\Område | Brugerbetaling | Udlicitering | Aktiv arbejdsmarkedspolitik |
| ---------------- | -------------- | ------------ | --------------------------- |
| Finansiering     | Privat         | Offentlig    | Offentlig                   |
| Beslutning       | Offentlig      | Offentlig    | Offentlig                   |
| Implementering   | Offentlig      | Privat       | Offentlig/privat            |
| Monopol          | Ja             | Nej          | Nej                         |

I forlængelse af markedsstyringen udviklede nye procedurer sig i den offentlige sektors arbejdsrutiner fra ca. 1990. Med udgangspunkt i New public management kom effektivisering af arbejdsrutiner og kontrol og evaluering af resultaterne af den offentlige indsats i fokus som præstationsnormer. Regeringen Helle Thorning-Schmidt påbegyndte i løbet af 2012 initiativer, der havde til hensigt at bryde med disse kontrolmekanismer, bl.a. på uddannelses- og sundhedsområderne. Regeringen Lars Løkke Rasmussen III videreførte denne politik, blandt andet med kampagnen Meld en regel, der har som mål at afskaffe "unødvendige regler i den offentlige sektor".

#### Dagpenge
Reduktionen i dagpengeperioden fra 4 til 2 år i 2010 blev fulgt op af et loft over kontanthjælpen, der indførtes i 2016. Tillige er reduktioner i ydelsernes dækningsgrad et incitament til at tegne private tillægsforsikringer på dette og en række andre områder. Da regeringen Mette Frederiksen tiltrådte i 2019 var det blandt andet med et program, der skulle sikre og udbygge velfærden. Uligheden i indkomsterne fortsatte imidlertid, og i 2020 var gini-koefficienten i Danmark steget til 29%, hvor den i 2010 blot var 24%. 

#### Klimaforandringer
I 2015 underskrev 196 lande en aftale i FN -regi, som fastsatte mål for den globale opvarmning for at sikre mod de begyndende klimaforandringer. I forlængelse heraf vedtog EU-medlemslandene, at den samlede udledning af drivhusgasser skulle reduceres med 55 procent i 2030 sammenlignet med 1990.
PÅ denne baggrund indgik regeringen Mette Frederiksen en aftale med sine støttepartier nogle initiativer, der skulle afbøde klimakrisen. I forhandlingerne om en grøn omstilling viste det sig, at landbrugets bidrag til at nå klimamålene, blev en væsentlig knast, som besværligjorde mulighederne for et bredt forlig.  Energikrisen, som opstod efter Ruslands invasion af Ukraine i 2022 aktualiserede behovet for en omstilling til alternative energikilder.

## Udfordringer
Såvel Velfærdskommissionens rapport som en række andre forslag til reformer af velfærdsydelserne har taget udgangspunkt i en række udfordringer til den danske velfærdsstat.
- Globaliseringen af markederne og en øget afhængighed af internationale udviklingstendenser har begrænset regeringens og Folketingets mulighed for at føre en selvstændig velfærdspolitik. Regionalt har bl.a. udbygningen af EU ligeledes givet en række bindinger mellem staterne, som begrænser handlerummet for de nationale parlamenter og regeringer.[130] En anden effekt af globaliseringen er en øget indvandring, som udfordrer statsborgerprincippet bag de danske velfærdsordninger. På længere sigt har indvandringen ført til, at en stigende andel af befolkningen har en anden etnisk baggrund end dansk. En utilstrækkelig integration af disse befolkningsgrupper kan formindske samfundets sammenhængskraft og dermed grundlaget for velfærdsstaten.[131]
- Den demografiske udvikling. I starten af 2000-tallet pegede de fleste fremskrivninger på, at arbejdsstyrken i Danmark ville begynde at falde indenfor få år.[132] Blandt andet Velfærdskommissionen blev nedsat som reaktion herpå og fremlagde en række forslag, der bl.a. gik ud på gradvist at hæve pensionsalderen og aftrappe efterlønnen.[17] Som nævnt ovenfor dannede de baggrund for velfærdsforliget i 2006 og (mere indirekte) tilbagetrækningsaftalen i 2011. Delvis på grund af disse og lignende politiske beslutninger, og delvis fordi befolkningsfremskrivningerne efterhånden forudsiger flere mennesker i den erhvervsaktive alder fremover, forventes nu i stedet en stigende arbejdsstyrke fremover.[133]
- Finansieringen af en velfærdsstat som den danske kræver store skatteindtægter, hvis finanspolitikken skal være holdbar – dvs. hvis den offentlige gæld skal forblive under kontrol. Hvis skatteindtægterne kommer under pres, kan det blive vanskeligt at opretholde udgiftsniveauerne. Skatteindtægterne kan falde, hvis omfanget af skatteunddragelse stiger, hvis færre personer vælger at arbejde, eller de arbejder færre timer end før, eller hvis befolkningen politisk prioriterer at nedsætte skattesatserne. Skatteindtægterne kan også midlertidigt falde i perioder, hvor der f.eks. er relativt små fødselsårgange på arbejdsmarkedet, og derfor en relativt lille arbejdsstyrke. For store underskud på den offentlige saldo kan bringe Danmark i konflikt med EU's finanspagt og stabilitets- og vækstpagten. Siden 2012 har dog såvel den danske regering som de økonomiske vismænd vurderet, at den danske finanspolitik er holdbar og dermed i stand til at finansiere de nuværende velfærdsordninger fremover. Ifølge vismændene vurderes finanspolitikken endda at være overholdbar, sådan at de fremtidige offentlige udgifter bliver mindre end skatteindtægterne.[134]
- Ligestilling. Udbygningen af velfærdsstaten har integreret kvinderne på arbejdsmarkedet; men der er stadig ikke ligestilling mellem kønnene med hensyn til løn og arbejdsvilkår, hvilket blandt andet har medført krav om kønskvotering. I Norge har der således siden 2008 været kønskvotering til bestyrelsesposter i private virksomheder.[135]

## Debatten om den danske velfærdsstat

### Forskningsdebatten
Forskningsdebatten om den danske velfærdsstat er mangfoldig og omfatter adskillige forskellige synsvinkler. En måde, hvorpå disse kan systematiseres, er en inddeling efter teoriernes indholdsmæssige forskelle. En gruppe teorier sætter fokus på forholdet mellem velfærdspolitiske mål og midler, hvor det antages, at der til en given målsætning hører en "værktøjskasse" med midler, der kan indfri det givne mål. En anden skelnen er baseret på en sondring mellem strukturforklaringer og aktørforklaringer. Strukturforklaringer er ofte fokuseret på modernisering, industrialisering og økonomisk vækst, mens aktørforklaringer ser velfærdsstatens udvikling som et resultat af politikernes rationelle valg, i nogle tilfælde med inddragelse af borgernes forventninger, således som disse fx udtrykkes i meningsmålinger.
Alternativt kan forskningsdebatten inddeles efter teoriernes fokus. Her tegner sig fire forskellige hovedgrupper:
- Økonomiske analyser
- Modelanalyser
- Politisk-historiske analyser
- Diskursanalyser

#### Økonomiske analyser
De tidligste teorier om velfærd tog udgangspunkt i kriteriet om pareto-optimalitet, som forudsætter, at et samfund, hvor indkomstfordelingen sikrer, at ingen vil få det bedre, hvis den ændres, er det optimale samfund. Dette begreb om at tilstræbe optimal nytte er efter 2. verdenskrig blevet uddybet og præciseret gennem præferenceteorier, som antager, at borgerne opnår størst mulig velfærd, når flest muligt får indfriet deres præferencer. De økonomiske analyser har også knyttet den danske udvikling af velfærdsgoder til industrialiseringen, som i Danmark var baseret på en åben økonomi med en af verdens højeste eksportandele, hvilket hyppigt krævede statslige initiativer overfor markedet. Med udgangspunkt i, at væksten i de offentlige udgifter i Danmark først etableres på baggrund af et stigende offentligt forbrug og senere ved udvidelse af adgangen til indkomstoverførsler, opfattes de statslige velfærdsinitiativer som et funktionelt svar på følgerne af væksten i industrierhvervene. Velfærdsstaten er i dette perspektiv udviklet i takt med politiske løsninger på forskellige markedsimperfektioner.
Markedernes uligevægt modvirkes derfor bedst ved at udvikle modeller og statistiske værktøjer, som danner baggrund for de politiske indgreb overfor markedet, der skønnes nødvendige. Keynesianismens indflydelse på den danske velfærdsstats udvikling ses bl.a. i finanspolitikken, der har som mål at undgå voldsomme konjunktursvingninger, men også i strukturpolitikken, der sigter mod at løse langsigtede balanceproblemer. Strukturpolitikken har bl.a. som formål at kompensere for de problemer med konkurrenceevnen overfor udlandet, der er en følge af det høje lønniveau i Danmark. Humankapitalmetoden har indenfor denne teoretiske tradition været anvendt som en afgørende forklaringsfaktor for sammenhængen mellem økonomisk vækst, velfærd og investeringer i uddannelsessystemet. Det Centrale Uddannelsesråd og forskellige sektorråd, som skulle koordinere investeringerne i den offentlige sektor, er gode eksempler på implementeringen af denne metode i udviklingen af velfærdsanalyserne.
Nogle forskere forholder sig kritisk til denne type analyse og anfører, at det er vanskeligt at forklare forskellene mellem de forskellige typer af velfærdsstater alene i et økonomisk perspektiv. Sammenfattende er økonomiske analyser dog i en eller anden udstrækning funderet i fire hovedtræk: Den danske velfærdsmodels karakter af kollektivt sikringssystem, kollektiv fastlæggelse af rammer for sociale aktiviteter, offentlige investeringer i infrastrukturen og udjævning af indkomstforskelle.

##### Nye reformer
Regeringen Mette Frederiksen nedsatte en reformkommission, der har til opgave at stille forslag om nye reformer. Formanden for kommissionen, Nina Smith, har tilkendegivet, at det ikke længere er muligt at nå videre med den strategi, der sigter mod at skabe større udbud af arbejdskraft. Usikkerhederne i finansministeriets modeller illustreres blandt andet ved, at coronaviruspandemien har vist, at et økonomiske råderum er langt større end modellerne antager. Med udsigt til den største vækst i økonomien i flere årtier, er der ifølge Smith behov for at udvide regnemodellerne.

#### Modelanalyser
Den økonomiske synsvinkel er bl.a. blevet suppleret med forskning i velfærdsmodeller. Denne forskningstradition tager typisk udgangspunkt i velfærdsstaten som en idealtype, hvor alle velfærdsstater kan rubriceres som enten "angelsaksiske", "kontinentale" eller "skandinaviske".
I sådanne modeller anses Socialdemokratiet ofte som den bærende kraft i udviklingen af den danske velfærdsstat. Socialdemokraterne har tilstræbt et lighedsprincip, såvel i tildelingen af sociale ydelser som i mulighederne for at få del i uddannelsesgoderne.
Endvidere har forskningen påpeget, at flexicurity, som er grundlaget for den danske model for arbejdsmarkedet, er et væsentligt element i den danske velfærdsstat. Kombineret med aktiv arbejdsmarkedspolitik har den danske model opnået stor bevågenhed i udlandet som en løsning på de europæiske strukturproblemer.
I velfærdsantologierne fremhæves – ligesom hos Esping-Andersen – den høje organisationsgrad på arbejdsmarkedet, fagbevægelsens forbindelser til Socialdemokratiet og den relativt store opbakning til en skattefinansieret offentlig sektor som afgørende velfærdsparametre. Siden Velfærdskommissionen offentliggjorde sin rapport i 2005, har debatten bl.a. været rettet mod spørgsmålet, om eller hvordan den danske velfærdsstat sikres og udvikles. Et af fokuspunkterne har været, om Danmarks placering i den globale konkurrence nødvendiggør en omfattende reform eller en afvikling af den skandinaviske model, ligesom der har været en debat om, hvad andre lande kan lære af denne model i internationalt perspektiv.

#### Politisk-historiske analyser
Den politiske historie i Danmark har i høj grad været koncentreret om den konsensuspolitik, der er udviklet gennem de historiske kompromiser mellem de politiske partier i Folketinget. Denne tradition har fået betegnelsen "det samarbejdende folkestyre".
Analyser af denne type fremhæver ofte de "store" politiske forlig som afgørende for den danske velfærdsstats konkrete udvikling med udgangspunkt i Kanslergadeforliget.
Det er også blevet fremhævet, at Socialdemokratiets omstilling fra internationalistisk arbejderparti til et nationalt folkeparti har banet vejen for velfærdsstaten. Omstillingen fremgår bl.a. af programmet Danmark for Folket fra 1934. Socialdemokratiet har dog ikke været alene om udviklingen af velfærdsstatens dynamikker; også Det Radikale Venstre og Venstre har været aktive i store dele af opbygningsfasen, mens De Konservative siden VKR-regeringen 1968-1971 har taget et stort medansvar for velfærdsbeslutninger.
Nogle forskere har undret sig over, at værdierne bag velfærdsstaten er relativt svagt belyst i den omfattende historiske forskning i den danske velfærdsstats historie. Et af de bud, der er på sådanne værdier, nævner næstekærlighed, solidaritet, retfærdighed og tillid som de grundlæggende sociale værdier bag den danske velfærdsstat. Både K. E. Løgstrup og Hal Koch krediteres en andel i det filosofiske grundlag for velfærdsstaten i Danmarks udvikling.
Endvidere fremhæves, at velfærd er uløseligt forbundet med udviklingen af et levende demokrati. I forlængelse heraf inddrages foreningslivet, som det har udviklet sig i for eksempel DGI og folkeoplysningen, blandt andet udøvet i højskolebevægelsen som medvirkende til at skabe forudsætningerne for velfærd.

#### Diskursanalyser
Diskursanalyser af den danske velfærdsstat har især været foretaget efter 1990. Som udgangspunkt kritiserer forskerne bag disse analyser den traditionelle forskning for at være alt for snævert orienteret mod politisk teori. I stedet bør der inddrages en række andre velfærdsparametre, hævdes det. Især velfærdens betydning for det civile samfund fremhæves som mangelfuld. For eksempel har forskningen i demokrati og medborgerskab i højere grad end velfærdsforskningen fokuseret på retsprincipperne og den aktive borgerdeltagelse i de demokratiske beslutningsprocesser. Hermed krediteres Knud Ejler Løgstrup og Hal Koch for deres andel i det filosofiske grundlag for den danske velfærdsstats udvikling. Demokratisk deltagelse kan dog i dette perspektiv kun føre til velfærd, hvis den arbejdsduelige del af befolkningen er villig til at forsørge den del, der har forringet eller ingen arbejdsevne. Lyst og pligt til at arbejde bliver derfor en vigtig værdi i det sociale medborgerskab, som er en forudsætning for at kunne gennemføre det universelle princip i praksis. Uddannelsessystemet – og især folkeskolen – får derfor en afgørende rolle som den institutionelle ramme om opdragelsen til demokratisk dannelse.

## Politisk kritik af velfærdsstaten i Danmark
Den politiske kritik af udviklingen i den danske velfærdsstat er forskelligartet; en mulig måde at opdele kritikerne på er ved at sondre mellem den ideologisk betingede og den konkret udformede.

### Ideologisk betinget kritik
Neoliberalister har anført, at ressourcerne anvendes ineffektivt, når det er staten, der skal varetage velfærdsydelserne. På den måde kan de frie markedskræfter ikke fungere effektivt, og den usynlige hånd, først omtalt af Adam Smith, kan derfor ikke udøve sin effekt. Kritikerne benytter sig også af moralske argumenter, idet ingen skal tvinges til at betale for andres forbrug af visse ydelser, som man muligvis aldrig selv får brug for. I værste fald udvikler velfærdsstaten sig til en klientgørelsesstat. Den liberale angelsaksiske tradition benytter om denne type velfærdsstat betegnelserne "Nanny-state" og "Nursery-state" som kritisk begreb. Derfor er en minimalstat ifølge denne opfattelse bedst til at tilgodese borgernes behov. I sin bog Fra socialstat til minimalstat tilsluttede Anders Fogh Rasmussen sig minimalstatsmodellen, men siden han i forbindelse med folketingsvalget i 2001 annoncerede kontraktpolitikken, har Venstre udtrykt opbakning til velfærdsstaten, fx i valgoplæggene til folketingsvalget i 2011.
Den konservative ideologiske argumentation imod den universelle velfærdsstat forudsætter, at en omfattende velfærdsstat overtager mange af de funktioner, der tidligere blev varetaget af civilsamfundet. Derfor flyttes det enkelte menneskes ansvar for sine nærmeste pårørende til offentlige myndigheder. I et funktionalistisk perspektiv er familiens ændrede funktioner en konsekvens af kvindernes øgede erhvervsfrekvens. Det er på denne baggrund relevant at stille spørgsmålet, om familiernes og det civile samfunds rolle i samfundsudviklingen i bredeste forstand underordnes staten. Sociologen Jürgen Habermas bidrager fra et radikalt demokratisk udgangspunkt til denne diskussion med sin koloniseringstese. Den går ud på, at systemet, som er karakteriseret ved formålsrationelle handlinger, erobrer livsverdenen, blandt andet familiens oprindelige funktioner, som er baseret på ikke-formålsrationelle handlinger. Med Max Webers ord kan denne synsvinkel opsummeres således: Den voksende velfærdsstat med tilhørende bureaukrati bevirker, at borgerne kommer til at leve i et rationalitetens jernbur. Hvis der er politisk flertal for at modvirke tendenser til systemkontrol af borgerne, er der konkrete forslag til en aktiv politisk indsats for at styrke de civile netværk i en udvalgsrapport, der er udarbejdet i forbindelse med velfærdskommissionens arbejde. 
Henning Fonsmark har i en kritik af den danske velfærdsstats udvikling kombineret den neoliberalistiske og den konservative indfaldsvinkel bl.a. ved at påpege, at finansieringsproblemet og udviklingen af bureaukratiske rutiner udgør en form for selvdestruktiv kraft. Bureaukratiet har både udviklet en selvstændig ideologi om samfundsmæssig vækst gennem udbygning af den offentlige sektor,  og en vækst i antallet af ledende stillinger i den offentlige administration.
Enhedslisten, der arbejder for et socialistisk samfund, udtrykker i sit principprogram bekymring over for den danske stats omfattende indblanding i regulering af økonomien. Samtidig tilkendegiver partiet, at den danske stat har formået at engagere sig i næsten alle sider af arbejderklassens reproduktion gennem et veludviklet social-, sundheds- og uddannelsesvæsen, hvorfor det ønsker at velfærdssamfundet skal styrkes og fornyes.
Enhedslisten nævner desuden en række rettigheder, arbejderklassen har tilkæmpet sig, og siden partiet i 2011 blev Regeringen Helle Thorning-Schmidts parlamentariske grundlag, har fremtrædende medlemmer af Enhedslisten udtalt, at det netop var dem, der stod som forsvarerne for den danske velfærdsmodel.
Også Dansk Folkeparti er udsprunget af en velfærdskritisk tradition, Fremskridtspartiets politik for afvikling af den offentlige sektor. Pia Kjærsgaard og de andre udbrydere, der dannede DF, brød med denne tradition, og partiet er bl.a. fortalere for en udbygning af ældreplejen og hospitalsvæsenet.

### Den konkret udformede kritik
"Det billede, der tegner sig omkring velfærdsstat/-samfund, er udbredt opbakning til udgaven eller betegnelsen velfærdssamfund som samfundsmodel, men også udbredt uenighed om, hvad der skal til for at bevare velfærdssamfundet for fremtiden."
Ovennævnte citat udpeger et væsentligt problem i forbindelse med de politiske partiers konkrete velfærdsdagsorden. "Velfærdsstaten" har i en længere årrække, og især siden ca. år 2000 for langt de fleste danske politikere været et positivt ladet begreb, og de politiske programerklæringer og valgoplæg har indeholdt ønsker om og forslag til "at fremtidssikre velfærden".
En af strategierne går ud på at skabe arbejdspladser som forudsætning for at fremtidssikre velfærden. Lars Løkke Rasmussen fra Venstre har udtalt:
’’Velstand er en forudsætning for velfærd. Derfor er det vigtigere at investere i flere danske arbejdspladser, end at gøre verdens største offentlige sektor endnu større. Vi skal have flere, der står op og går på arbejde’’:
Også socialdemokratiet har udtrykt, at vækst og nye arbejdspladser er en forudsætning for velfærd. På denne baggrund har et bredt flertal i Folketinget i 2012 og 2013 gennemført skattelettelser på arbejdsindkomst, ændringer i kontanthjælp og sygedagpenge. Disse reformer er af kritikere blevet betegnet som velfærdsforringelser, og bl.a. krævede regeringens parlamentariske grundlag, Enhedslisten, en "social genopretning" under forhandlingerne om finansloven for 2014.
I en meningsmåling foretaget af Gallup i 2013 svarede 59% af de adspurgte, at den danske velfærd er blevet enten væsentlig ringere eller lidt ringere inden for de seneste par år. 46% mente, at der skal ansættes flere i den offentlige sektor til at løse velfærdsopgaverne.

### Velfærdsstatens fremtid - udvikling eller afvikling?

#### Afvikling af universalismen
I debatten om velfærdskommissionens rapport udtrykte flere samfundsforskere bekymring for, at det universelle princip ville blive undermineret eller afviklet.
I sin kritik af velfærdskommissionens rapport fremhævede Jørn Henrik Petersen bl.a., at befolkningens tillid og opbakning er en afgørende forudsætning for at fastholde det universelle princip. Velfærdsforskeren Jørgen Goul Andersen var på linje hermed, da han påpegede, at indtægtsregulering af børnechecken og forringelser af pensionerne var et skridt på vejen mod "velfærd for de fattige", hvilket ifølge den engelske ekspert Richard Titmus er "fattig velfærd". Goul Andersen har foreslået, at børnechecken i stedet for at blive afskaffet bør erstattes af et skattefradrag.
De Radikale, der historisk set har været medvirkende til de afgørende beslutninger om velfærdsydelserne, varslede i 2003 gennem deres daværende formand, Margrethe Vestager, en mulig ændring af de universelle ydelser til pensionisterne. En reform, der trækker i denne retning, må betegnes som en afgørende ændring af partiets traditionelle holdning til den universelle velfærdsstat.

#### Velfærdsstat eller konkurrencestat?
Tim Knudsen har i en analyse fra 2007 betegnet den nuværende danske stat som en social konkurrencestat. Denne statstype adskiller sig fra velfærdsstaten ved at prioritere aktivering før ydelser ud fra princippet "noget for noget". Ove Kaj Pedersen har i forlængelse heraf i Konkurrencestaten fra 2011 argumenteret for, at den danske velfærdsstats klassiske træk er under afvikling, og at den rette betegnelse for den nuværende statsform er konkurrencestaten. Arbejdsmarkedsforskeren Mads Peter Klindt udtaler herom: "Det hele er beskæftigelsespolitik. I konkurrencestaten gælder det om, at folk skal have et incitament for at tage arbejde. Fokus er på, at alle skal være i beskæftigelse".
I et interview i Politiken 23. august 2013 erklærede den daværende socialdemokratiske finansminister Bjarne Corydon sig som tilhænger af konkurrencestaten og fastslog, at socialdemokratiets økonomiske politik var indstillet på konkurrencestatens betingelser, som bl.a. indebærer, at : "hvis man skal sikre opbakning til velfærdsstaten, må man fokusere på kvaliteten af de offentlige serviceydelser frem for på overførselsindkomster." Corydons syn på konkurrencestaten som en "positiv udvikling af velfærdsstaten" blev bifaldet af Kristian Jensen fra Venstre, mens Johanne Schmidt-Nielsen fra Enhedslisten beklagede, at "finansministeren har købt højrefløjens fortælling om, at velfærdssamfundet er en byrde for økonomien." Ove Kaj Pedersen har i forlængelse af denne debat udtalt, at: konkurrencestaten er en velfærdsstat i Danmark. Den nuværende konkurrencestat tilstræber at løse nogle af de problemer, som den gamle velfærdsstat viste sig ude af stand til at løse. F.eks. lighed i samfundet, men tilføjede, at forudsætningen er en stærk konkurrenceevne. Den danske samfundsmodel er derfor ikke længere opbygget om velfærd, men om konkurrence.
Historikeren Michael Böss, der betegner sig selv som værdikonservativ, har betegnet udviklingen i det danske samfund som "vejen mod det demente samfund". Hovedtrækkene i "det demente samfund" er den politiske elites fokus på effektivisering og den heraf følgende historieløshed og manglende debat om de fælles værdier. Ifølge Böss er denne udvikling begyndt i 1990'erne, men især efter finanskrisen har den bredt sig til en stor del af den politiske elite. Som eksempler på "historieløse teknokrater" nævner han Helge Sander, Christine Antorini, Margrete Vestager og Lars Løkke Rasmussen.
I en kommentar til det afsluttende bind af serien "Dansk Velfærdshistorie", der udkom i årene 2010-15, fremhævede to af bidragsyderne følgende forskelle mellem Velfærdsstaten og Konkurrencestaten:
- 1) Velfærdsstaten vil udvikle det "moralske fællesskabsmenneske". Konkurrencestaten vil udvikle "det opportunistiske privatmenneske"
- 2) Velfærdsstaten er solidarisk med de udsatte og sårbare. Konkurrencestaten er solidarisk med de arbejdende og skattebetalende
- 3) Velfærdsstaten ser den enkelte borger som en værdi i sig selv. Konkurrencestaten fastlægger den enkeltes værdi som bestemt af funktionsevnen på arbejdsmarkedet
- 4) Velfærdsstaten er en beskyttelse mod sociale risici. Konkurrencestaten mobiliserer befolkningen og virksomhederne som aktører i den globale konkurrence.

samt yderligere seks punkter, der var underordnet de ovenstående.

#### Sikkerhedspolitik
En forsker har fremhævet, at terrortruslen har skabt nye udfordringer for velfærdsstaten. Overvågning og kontrol af mistænkelige personer, har ført til en tilstand, der beskrives som "velfærdsstaten vil skabe sikkerhed igennem velfærd. Sikkerhedsstaten skaber velfærd gennem sikkerhed. Og det er en afgørende forskel."